# Samuel Vincent
Samuel Vincent Khouth (North Vancouver, Canadá, 5 de octubre de 1971) es un actor de voz y cantante canadiense que trabaja con Ocean Productions con sede en Vancouver, Columbia Británica, Canadá.

## Carrera profesional
Entre sus principales papeles de voz en series animadas está el de Edd en Ed, Edd y Eddy y Krypto en Krypto el Superperro. En series de manga está el de Athrun Zala en Mobile Suit Gundam SEED, Man Peach (Tokajin) en InuYasha, Ghost Cat y Curry Man en Ranma ½ y Julian Star en Cardcaptor Sakura.
Otros papeles suyos han sido el de Forge en X-Men: Evolution, Baby Bugs, Baby Daffy y Baby Tweety en Baby Looney Tunes, Sideswipe en Transformers: Armada, Aerrow y Dark Ace en Storm Hawks, las voces de Marti y Billy en Martin Mystery y Guy Hamdon/SheZow y SheZap en SheZow.

## Papeles de doblaje
- Action Man: X Missions The Movie - No-Face, Guardia de seguridad, Commando #2
- Ninjago: Masters of Spinjitzu (temporada 8 -…)
- Ayakashi: Samurai Horror Tales - Gonbei Naosuke
- Baby Looney Tunes - Baby Bugs, Baby Daffy, Baby Tweety
- Bajoterra: maldad del más allá - Eli Shane
- Bajoterra: retorno de los elementales - Eli y Will Shane
- Black Lagoon - Lotton the Wizard
- Barbie: Mariposa & The Fairy Princess - Boris
- Bratz: Pampered Petz - Jinxy, Oficial Stern, Spa Attendant Dan
- Bucky O'Hare and the Toad Wars - AFC Blinky/Doug McKenna
- Casper's Haunted Christmas  -  Spooky the Tuff Little Ghost
- Cardcaptors - Julian Star (Yukito Tsukishiro)/Yue
- Care Bears: Adventures in Care-a-lot - Amigo Bear, Good Luck Bear
- Cartoon Network Universe: FusionFall - Double D
- Class of the Titans - Archie
- Condor - Reuben
- Cosmic Quantum Ray - Robbie
- Dead Rising 2 - Carl Schliff
- Death Note - Sidoh, Stephen Gevanni
- Devil Kings - Kahz
- Dinobabies - Marshall
- Dragon Booster - Vociferous, Stewardd
- Dragon Ball Z - Krillin (Ocean Group Dub)
- Dragon Drive - Daisuke Hagiwara
- Dreamkix - Garcia, Rover
- Dynasty Warriors: Gundam 2 - Athrun Zala
- Dynasty Warriors: Gundam 3 - Athrun Zala, Tieria Erde
- Ed, Edd n Eddy - Edd
- Ed, Edd n Eddy: The Mis-Edventures - Edd
- Extreme Dinosaurs - Stegz
- Fantastic Four: World's Greatest Heroes - H.E.R.B.I.E., Trapster
- Gundam Seed, Gundam Seed Destiny - Athrun Zala
- Gundam 00 - Tieria Erde, Hong Long
- Hamtaro - Dexter, Forrest Haruna
- Hikaru no Go - Hikaru Shindou
- Holly and Hal Moose: Our Uplifting Christmas Adventure - Hal Moose/Lil' Hal
- Infinite Ryvius - Lucson Houjou
- Inspector Gadget's Biggest Caper Ever - Looney Purkle
- InuYasha - Peach Man (Tokajin)
- Krypto the Superdog - Krypto
- Kotencotenco - Chairman
- Kurozuka - Kuon
- Lego Star Wars: The Yoda Chronicles - Obi-Wan Kenobi, Rako
- Littlest Pet Shop - Russell Ferguson, Fisher Biskit, Josh Sharp, Morgan Payne, Narrador de "Wolf I Fied"
- Martin Mystery - Martin, Billy
- Mary-Kate and Ashley in Action! - Capital D
- Max Steel (2013 TV series) - Berto Martinez, Steel
- Megaman NT Warrior - Numberman, Iceman, Rush
- Mirmo!'’ - Setue Yuki
- Monkey Magic - Kongo
- Monster Buster Club - Chris, Jeremy
- Monster Rancher - Hare
- My Little Pony: Friendship is Magic - Flim
- My Scene Goes Hollywood - Ryan
- Nana - Ren Honjo
- Max Steel (2013 TV series) - Steel, Roberto "Berto" Martinez
- Ōban Star-Racers - Jordan C. Wilde
- Oggy and the Cockroaches - Marky the Cockroach
- Pac-Man and the Ghostly Adventures - Espiral, Betrayus, Presidente Spheros
- Planet Hulk - Miek
- Pocket Dragon Adventures - Specs
- Powerpuff Girls Z - Anunciador, Jason
- Prince Henry 2: The Raging Night - Peter
- Ranma ½ - Maomolin, Curry-Man
- Rated A for Awesome - Les Awesome
- RollBots - Spin
- Kid vs Kat - Larry
- Saber Marionette J - Mitsurugi Hanagata
- Sabrina: Friends Forever - Craven
- SheZow -  Guy/SheZow, SheZap
- Slugterra - Eli Shane, Will Shane
- Sonic Underground - Sonic
- Starship Operators - Lee Young Sook, Shimei Yuki
- Storm Hawks - Aerrow/Dark Ace/Spitz
- Superbook (2009) - Chris Quantum
- Team Galaxy - Bobby
- Tokyo Underground - Tail Ashford
- Tom and Jerry Tales - Jerry
- Transformers: Armada - Side Swipe
- Transformers: Cybertron - Coby, Menasor, Ransack
- Trollz - Alabaster Trollington III
- Video Girl Ai - Takashi Niimai
- Voltron Force - Pidge, Sypat, Dudley, King Alfor
- What About Mimi? - Jason Morton
- X-Men Evolution - Forge
- Zeke's Pad - Dr. Bill
- Zoids: New Century Zero - Brad Hunter, Sebastian, The Dark Judge